# Holothuriophilus
Holothuriophilus is een geslacht van kreeftachtigen uit de klasse van de Malacostraca (hogere kreeftachtigen).

## Soorten
- Holothuriophilus mutuensis (Sakai, 1939)
- Holothuriophilus pacificus (Poeppig, 1836)
- Holothuriophilus trapeziformis Nauck, 1880